# Martin Donnelly
Hugh Peter Martin Donnelly  (* 26. März 1964 in Belfast) ist ein ehemaliger nordirischer Automobilrennfahrer.

## Formel-1-Karriere
Nach einigen Jahren in der Formel 3 und der Formel 3000 gab er im Arrows beim Großen Preis von Frankreich 1989 sein Formel-1-Debüt. Nach nur einem Grand Prix im Arrows-Cockpit unterschrieb er für die Saison 1990 bei Lotus und bestritt dort seine erste vollständige Saison – mit Ausnahme der letzten beiden Rennen.
Im Qualifying zum Großen Preis von Spanien 1990 in Jerez de la Frontera verunglückte Donnelly schwer. Sein Wagen kam in einem schnellen Rechtsknick von der Fahrbahn ab und prallte mit hoher Geschwindigkeit in die Leitplanke. Durch den Aufprall zerbrach das Fahrzeug und Donnelly wurde samt seinem Sitz, an dem er festgegurtet war, auf die Strecke geschleudert. Trotz schwerer Verletzungen überlebte er den Unfall, musste seine Formel-1-Karriere allerdings beenden.
Er bestritt in seiner Karriere insgesamt 13 von 15 Formel-1-Rennen, für die seine Nennung vorgelegen hatte.

## Nach der Formel 1
Nach dem Rückzug aus der Formel 1 und der langwierigen Rehabilitation ging Donnelly in einigen Einladungsrennen (unter anderem Rallycross) und Rennen mit historischen Fahrzeugen an den Start.
1992 baute er ein Vauxhall Junior Team auf. Das Team Martin Donnelly Racing war sehr erfolgreich in den Einsitzer-Nachwuchsformeln und half die Karrieren einer neuen Generation von jungen Fahrern, deren Ziel die Formel 1 ist, aufzubauen. Das Team wurde 2004 aufgelöst, da Donnelly Konkurs anmelden musste wegen Nichtzahlung von Steuern und rechtlichen Streitigkeiten bezüglich der Fahrerverträge. Im gleichen Jahr nahm er an einem 24-Stunden-Rennen im britischen Silverstone teil. 2019 stürzte Donnelly im Rahmen eines Motorradrennens für wohltätige Zwecke schwer und erlitt komplizierte Beinbrüche. Motorsportkollegen sammelten hierauf über eine Spendenplattform eine fünfstellige Summe für ihn.

## Zitat
„It’s one of the best times I’ve had on four wheels. Some of the Formula One boys should come here to find out again what the fun in motor sport is all about!
Das war eines der besten Erlebnisse, das ich auf vier Rädern hatte. Einige der Formel-1-Jungs sollten mal hierher kommen, um wieder herauszufinden, wie viel Spaß man im Motorsport haben kann!“

## Statistik

### Statistik in der Formel-1-Weltmeisterschaft

#### Gesamtübersicht
| Saison | Team                            | Chassis    | Motor                    | Rennen | Siege | Zweiter | Dritter | Poles | schn. Runden | Punkte | WM-Pos. |
| ------ | ------------------------------- | ---------- | ------------------------ | ------ | ----- | ------- | ------- | ----- | ------------ | ------ | ------- |
| 1989   | Arrows Grand Prix International | Arrows A11 | Ford Cosworth DFR 3.5 V8 | 1      | –     | –       | –       | –     | –            | 0      | -       |
| 1990   | Camel Team Lotus                | Lotus 102  | Lamborghini 3.5 V12      | 13     | –     | –       | –       | –     | –            | 0      | -       |
| Gesamt | Gesamt                          | Gesamt     | Gesamt                   | 14     | –     | –       | –       | –     | –            | 0      |         |

#### Einzelergebnisse
| Saison | 1   | 2 | 3   | 4   | 5 | 6  | 7   | 8   | 9 | 10 | 11  | 12  | 13  | 14  | 15  | 16 |
| ------ | --- | - | --- | --- | - | -- | --- | --- | - | -- | --- | --- | --- | --- | --- | -- |
| 1989   |     |   |     |     |   |    |     |     |   |    |     |     |     |     |     |    |
|        |     |   |     |     |   | 12 |     |     |   |    |     |     |     |     |     |    |
| 1990   |     |   |     |     |   |    |     |     |   |    |     |     |     |     |     |    |
| DNF    | DNF | 8 | DNF | DNF | 8 | 12 | DNF | DNF | 7 | 12 | DNF | DNF | DNS | INJ | INJ |    |

| Legende  | Legende            | Legende                                                          |
| Farbe    | Abkürzung          | Bedeutung                                                        |
| -------- | ------------------ | ---------------------------------------------------------------- |
| Gold     | –                  | Sieg                                                             |
| Silber   | –                  | 2. Platz                                                         |
| Bronze   | –                  | 3. Platz                                                         |
| Grün     | –                  | Platzierung in den Punkten                                       |
| Blau     | –                  | Klassifiziert außerhalb der Punkteränge                          |
| Violett  | DNF                | Rennen nicht beendet (did not finish)                            |
| Violett  | NC                 | nicht klassifiziert (not classified)                             |
| Rot      | DNQ                | nicht qualifiziert (did not qualify)                             |
| Rot      | DNPQ               | in Vorqualifikation gescheitert (did not pre-qualify)            |
| Schwarz  | DSQ                | disqualifiziert (disqualified)                                   |
| Weiß     | DNS                | nicht am Start (did not start)                                   |
| Weiß     | WD                 | zurückgezogen (withdrawn)                                        |
| Hellblau | PO                 | nur am Training teilgenommen (practiced only)                    |
| Hellblau | TD                 | Freitags-Testfahrer (test driver)                                |
| ohne     | DNP                | nicht am Training teilgenommen (did not practice)                |
| ohne     | INJ                | verletzt oder krank (injured)                                    |
| ohne     | EX                 | ausgeschlossen (excluded)                                        |
| ohne     | DNA                | nicht erschienen (did not arrive)                                |
| ohne     | C                  | Rennen abgesagt (cancelled)                                      |
| ohne     | keine WM-Teilnahme |                                                                  |
| sonstige | P/fett             | Pole-Position                                                    |
| sonstige | 1/2/3/4/5/6/7/8    | Punktplatzierung im Sprint-/Qualifikationsrennen                 |
| sonstige | SR/kursiv          | Schnellste Rennrunde                                             |
| sonstige | *                  | nicht im Ziel, aufgrund der zurückgelegten Distanz aber gewertet |
| sonstige | ()                 | Streichresultate                                                 |
| sonstige | unterstrichen      | Führender in der Gesamtwertung                                   |

### Le-Mans-Ergebnisse
| Jahr | Team                             | Fahrzeug     | Teamkollege   | Teamkollege        | Platzierung | Ausfallgrund    |
| ---- | -------------------------------- | ------------ | ------------- | ------------------ | ----------- | --------------- |
| 1989 | Nissan Motorsports International | Nissan R89C  | Mark Blundell | Julian Bailey      | Ausfall     | Unfall          |
| 1990 | Nissan Motorsports International | Nissan R90CK | Kenny Acheson | Olivier Grouillard | Ausfall     | Getriebeschaden |

### Einzelergebnisse in der Sportwagen-Weltmeisterschaft
| Saison | Team              | Rennwagen              | 1   | 2   | 3   | 4   | 5   | 6   | 7   | 8   | 9   | 10  | 11  |
| ------ | ----------------- | ---------------------- | --- | --- | --- | --- | --- | --- | --- | --- | --- | --- | --- |
| 1988   | Lloyd Racing SARD | Porsche 962 SARD MC88C | JER | JAR | MON | SIL | LEM | BRÜ | BRH | NÜR | SPA | FUJ | SAN |
| 1988   | Lloyd Racing SARD | Porsche 962 SARD MC88C |     |     |     |     |     |     |     | 7   | DNF | DNF |     |